# FTSE中国A50指数
FTSE中国A50指数（英: FTSE China A50 Index、中: 富时中国A50指数）とは、上海証券取引所と深圳証券取引所に上場している中国企業のA株の50銘柄からなる FTSE Russell の時価総額加重平均型株価指数。似た名称でFTSE中国50指数があるが、別物である。
同様の300銘柄の物としてCSI300指数がある。

## 沿革
2003年12月13日に指数は作られた。2003年7月21日を5,000とする。

## ETF・先物
| コード                                   | レバレッジ | 年率  |
| ---------------------------------------- | ---------- | ----- |
| 82823                                    | 1倍        | 6.52% |
| 2024年11月末現在。人民元建て、配当込み。 |            |       |

香港証券取引所では下記 ETF が上場している。証券コードが4桁の物は香港ドル建てで、5桁の物は人民元建て。
- CSOP A50 ETF (2822, 82822)
- iShares FTSE A50 China Index ETF (2823, 82823)
- Bosera FTSE China A50 Index ETF (2832, 82832)

先物は下記が上場している。
- シンガポール証券取引所 - FTSE China A50 Index Futures。米ドル建て。[3]

店頭CFDとして提供している証券会社もある。